# Universitätsklinikum der Ruhr-Universität Bochum
Das Universitätsklinikum der Ruhr-Universität Bochum (UK RUB) ist ein Verband von acht Universitätskliniken und weiteren angegliederten Einrichtungen der Ruhr-Universität Bochum.

## Geschichte
Als die Ruhr-Universität Bochum Anfang der 1960er Jahre gegründet wurde, war sie als Volluniversität mit naturwissenschaftlichen, ingenieurwissenschaftlichen, geisteswissenschaftlichen Fakultäten und einer Fakultät für Medizin geplant. Es war damals vorgesehen, am Universitätscampus ein Klinikum zu errichten, und bereits vor 1970 entstanden erste Institutsgebäude für die Medizin und ein Schwesternwohnheim, das spätere (inzwischen abgerissene) Unihochhaus West.
Das erste Klinikum der Ruhr-Universität Bochum lag jedoch in Essen: In Ermangelung eines funktionsfähigen Klinikums wurde am 10. Januar 1967 das Klinikum Essen, das zuvor als Klinikum II der Universität Münster diente, in die RUB eingegliedert. Im Jahre 1972 wurde das Universitätsklinikum Essen jedoch wieder aus der Ruhr-Universität ausgegliedert und in die neu gegründete Universität-Gesamthochschule Essen überführt.
Angesichts finanzieller Engpässe, welche die Fertigstellung des ursprünglich geplanten Universitätsklinikums am Campus vereitelten, und politischer Probleme beim Ausbau der Medizinischen Fakultät in Bochum in den 1970er Jahren, insbesondere nach dem Verlust des Universitätsklinikums Essen, wurde am 25. Januar 1977 das Bochumer Modell, ein zunächst als vorübergehend gedachter Auftrag an nicht landeseigene Kliniken in Bochum und Umgebung zur Erfüllung von Verpflichtungen in Forschung und Lehre, begründet.
Im Jahre 1998 wurde die Zusammenarbeit zwischen den Kliniken und der Ruhr-Universität Bochum dauerhaft festgeschrieben. Auf dieser Grundlage wurde im September 2008 der Verband Klinikum der Ruhr-Universität Bochum mit koordinierenden Aufgaben auf klinischem, wissenschaftlichem und didaktischem Gebiet gegründet.
Am 6. Mai 2015 schlossen die Ruhr-Universität Bochum, die bereits zum Klinikum gehörenden Häuser und vier weitere Krankenhäuser aus Ostwestfalen-Lippe einen Vertrag, der die Erweiterung des UK RUB um die Mitglieder der Bietergemeinschaft Minden-Herford zum Gegenstand hat. Damit stehen seit dem Wintersemester 2016/2017 60 zusätzliche klinische Studienplätze zur Verfügung stehen. Die Kapazität des Universitätsklinikums hat sich damit auf etwa 5000 Betten erhöht.
Im Jahre 2016 wurden die Mühlenkreiskliniken mit einem Anteil von 12,5 % Gesellschafter des Verbandes. Im Juni 2016 feierten die Mühlenkreiskliniken gemeinsam mit dem Klinikum Herford das Richtfest des Campusgebäudes auf dem Gelände des Klinikums Minden. Im Oktober 2016 begannen hier etwa 70 Studierende  der Ruhr-Universität Bochum das siebte Semester.

## Organisation
Das Universitätsklinikum der Ruhr-Universität Bochum ist ein freiwilliger Verband der beteiligten Kliniken auf Grundlage einer Satzung. Die Gesellschafterversammlung bestimmt einen kaufmännischen und einen ärztlichen Vorstand.
Im Klinikverbund gab es 2013 3.643 Planbetten. 124.034 Patienten wurden stationär, 860 teilstationär und 319.468 ambulant behandelt. 7.116 Mitarbeiter waren als Vollkräfte beschäftigt, in Tochtergesellschaften weitere 1.111 Vollkräfte. Darüber hinaus gab es 813 Ausbildungsplätze (ohne Studienplätze).

## Standorte

### Universitätskliniken

#### Gründungshäuser
- Berufsgenossenschaftliches Universitätsklinikum Bergmannsheil Bochum (Träger BG Kliniken)
- Knappschaftskrankenhaus Bochum-Langendreer (Träger Bundesknappschaft)
- Katholisches Klinikum Bochum (Träger St. Elisabeth-Stiftung)
  - St. Josef-Hospital Bochum
  - St. Elisabeth-Hospital Bochum
  - St. Maria Hilf-Krankenhaus Bochum
  - Klinik Blankenstein, Hattingen
  - Marien-Hospital Wattenscheid
- Marienhospital Herne (Träger Stiftung Katholisches Krankenhaus)
- LWL-Universitätsklinik Bochum (Träger Landschaftsverband Westfalen-Lippe)
- Herz- und Diabeteszentrum Nordrhein-Westfalen, Bad Oeynhausen (Gesellschafter: Land NRW)

#### Neue Häuser seit Wintersemester 2016/2017
- Mühlenkreiskliniken (Träger Mühlenkreiskliniken AöR)
  - Johannes Wesling Klinikum Minden
  - Krankenhaus Lübbecke-Rahden
  - Auguste-Viktoria-Klinik Bad Oeynhausen
- Klinikum Herford (Träger Kreiskliniken Herford-Bünde, AöR)

### Weitere Kliniken und Institute
- LWL-Universitätsklinik Hamm (Kinder- und Jugendpsychiatrie – Psychotherapie – Psychosomatik, Träger: Landschaftsverband Westfalen-Lippe)
- Institut für Prävention und Arbeitsmedizin der Deutschen Gesetzlichen Unfallversicherung (Träger: Deutsche Gesetzliche Unfallversicherung)
- Institut für Pathologie der Ruhr-Universität Bochum

### Akademische Lehrkrankenhäuser
- Knappschaftskrankenhaus Dortmund
- Allgemeines Krankenhaus Hagen
- Knappschaftskrankenhaus Recklinghausen
- Prosper-Hospital Recklinghausen
- Marien-Hospital Witten
- Agaplesion Bethesda Krankenhaus Wuppertal

### Interdisziplinäre Kompetenzzentren
| - Krebszentrum (Ruhr-University Comprehensive Cancer Center) - Lungenkrebszentrum - Darmzentrum Ruhr - Brustzentrum Bochum-Herne - Traumazentrum - Muskelzentrum Ruhrgebiet - Herz- und Kreislaufzentrum - Teleradiologieverbund | - ECMO-Zentrum - Epilepsiezentrum - Hauttumorzentrum - Multiple-Sklerose-Zentrum - Pankreaszentrum - Transplantationszentrum - Venenzentrum - Zentrum für sexuelle Gesundheit |

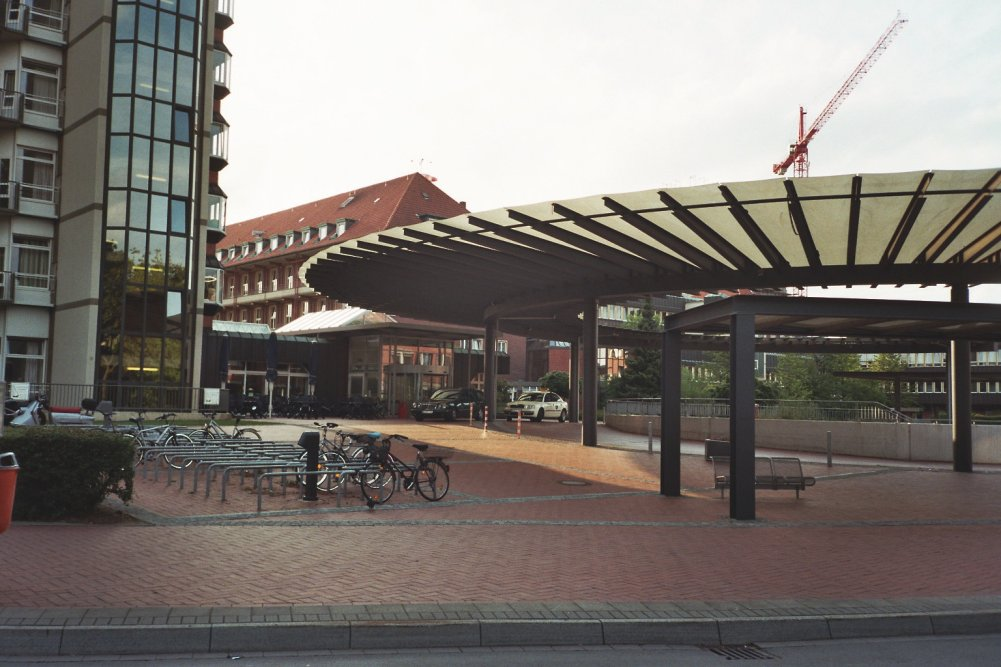
Bergmannsheil (Haupteingang)
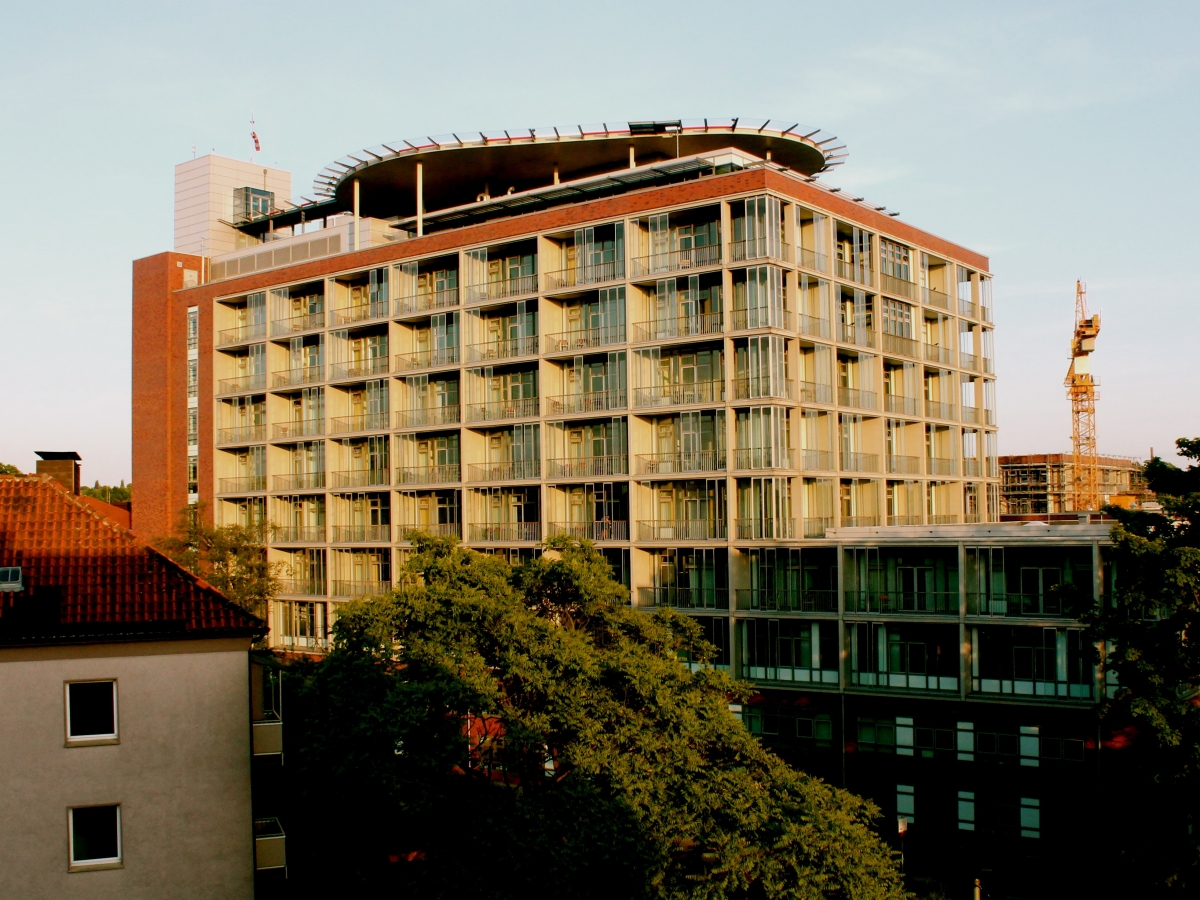
Bergmannsheil (Haus 3)
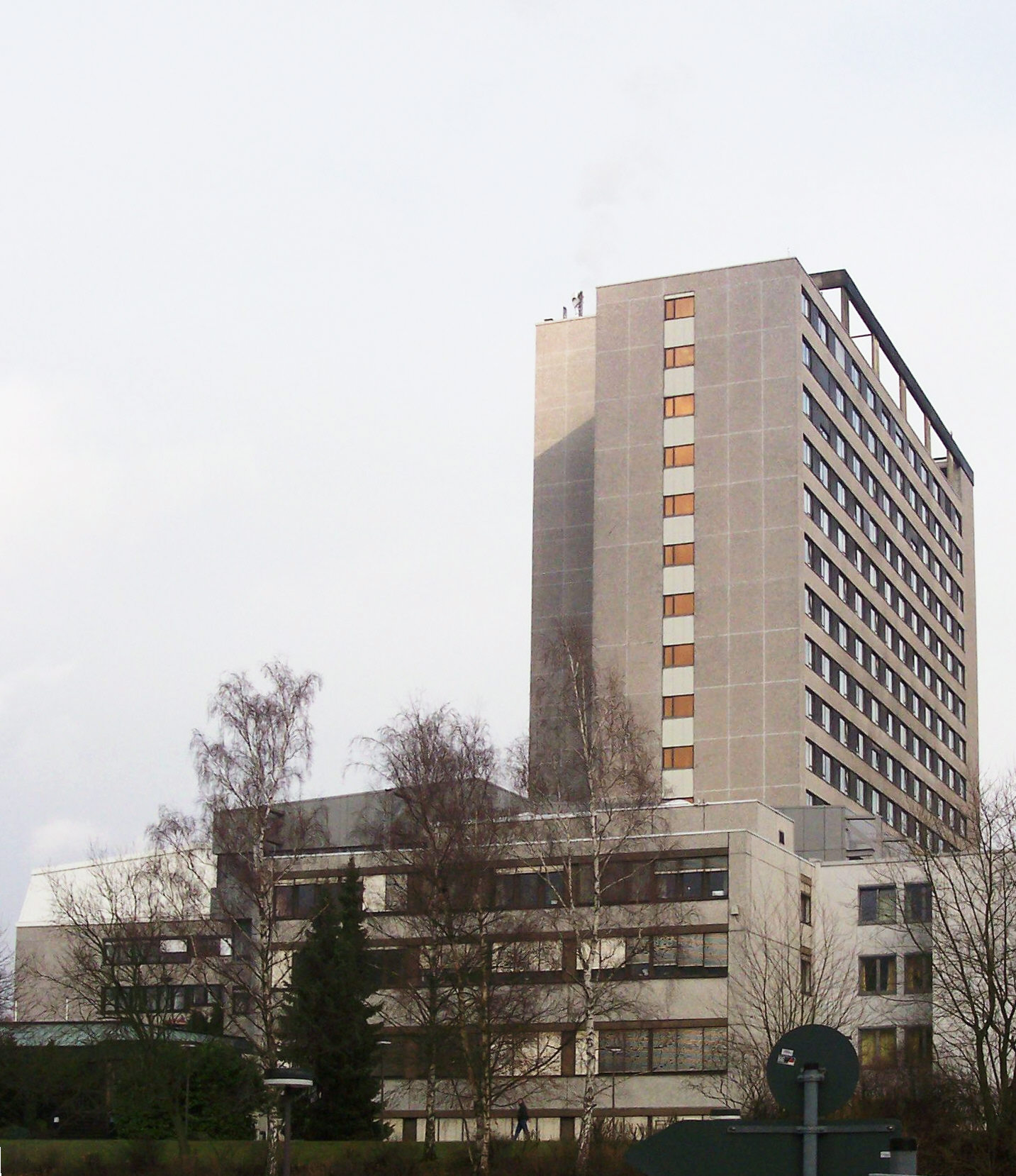
Knappschaftskrankenhaus Bochum-Langendreer
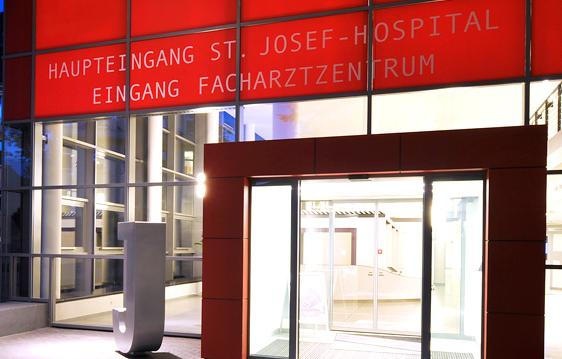
Haupteingang des St. Josef-Hospitals
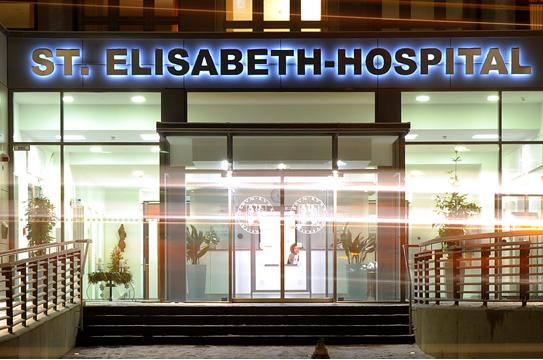
Haupteingang des St. Elisabeth-Hospitals
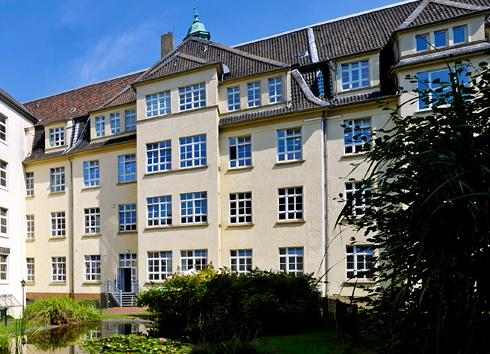
Rückansicht des Maria-Hilf-Krankenhauses
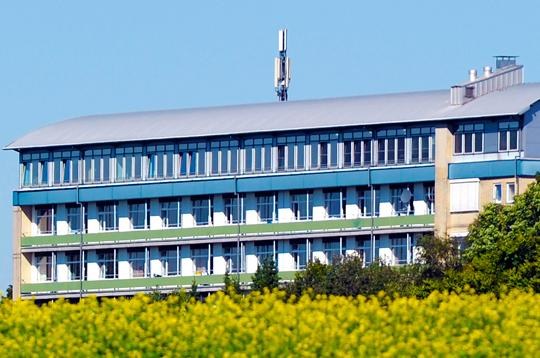
Klinik Blankenstein in Hattingen
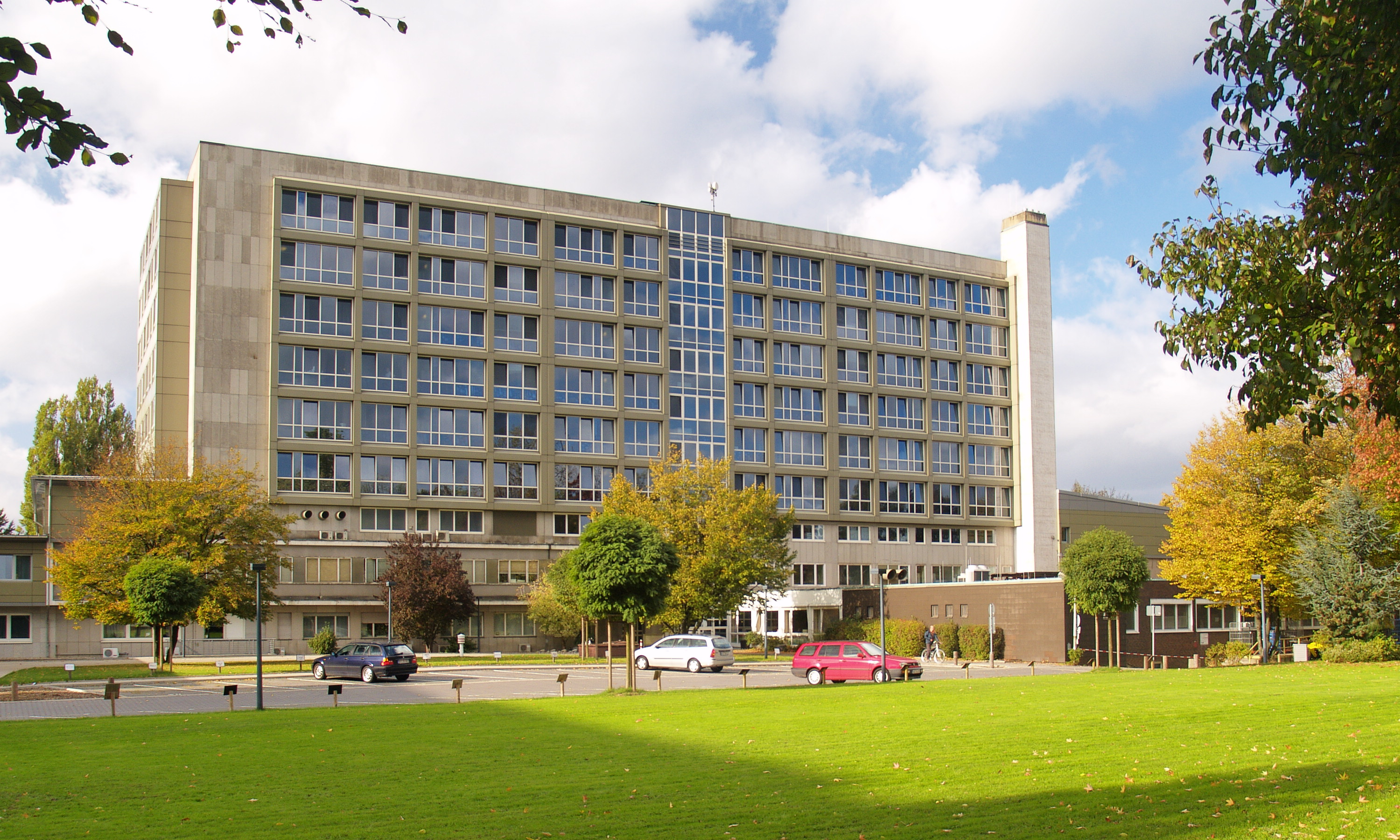
Marienhospital in Herne
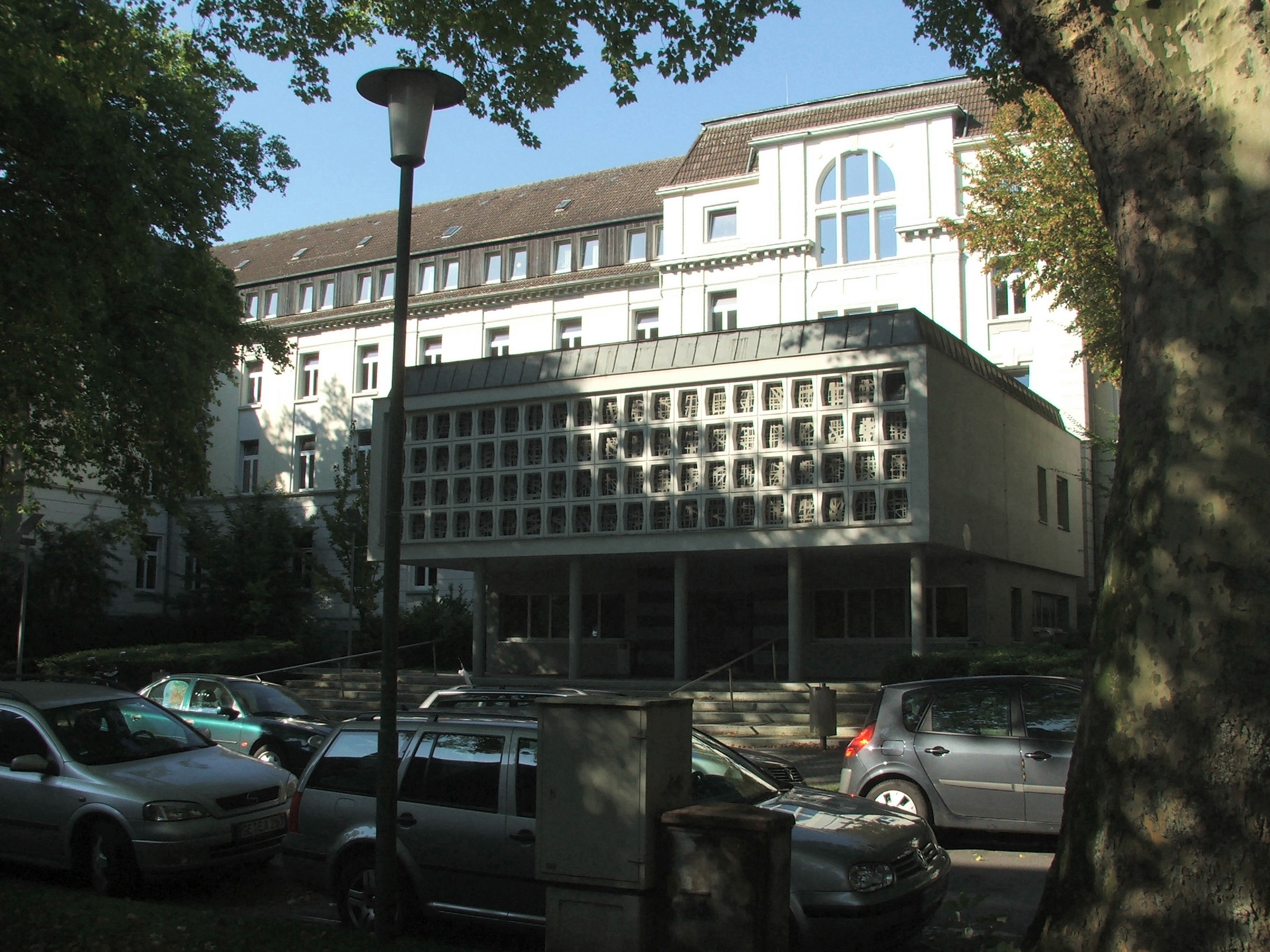
LWL-Universitätsklinik Bochum
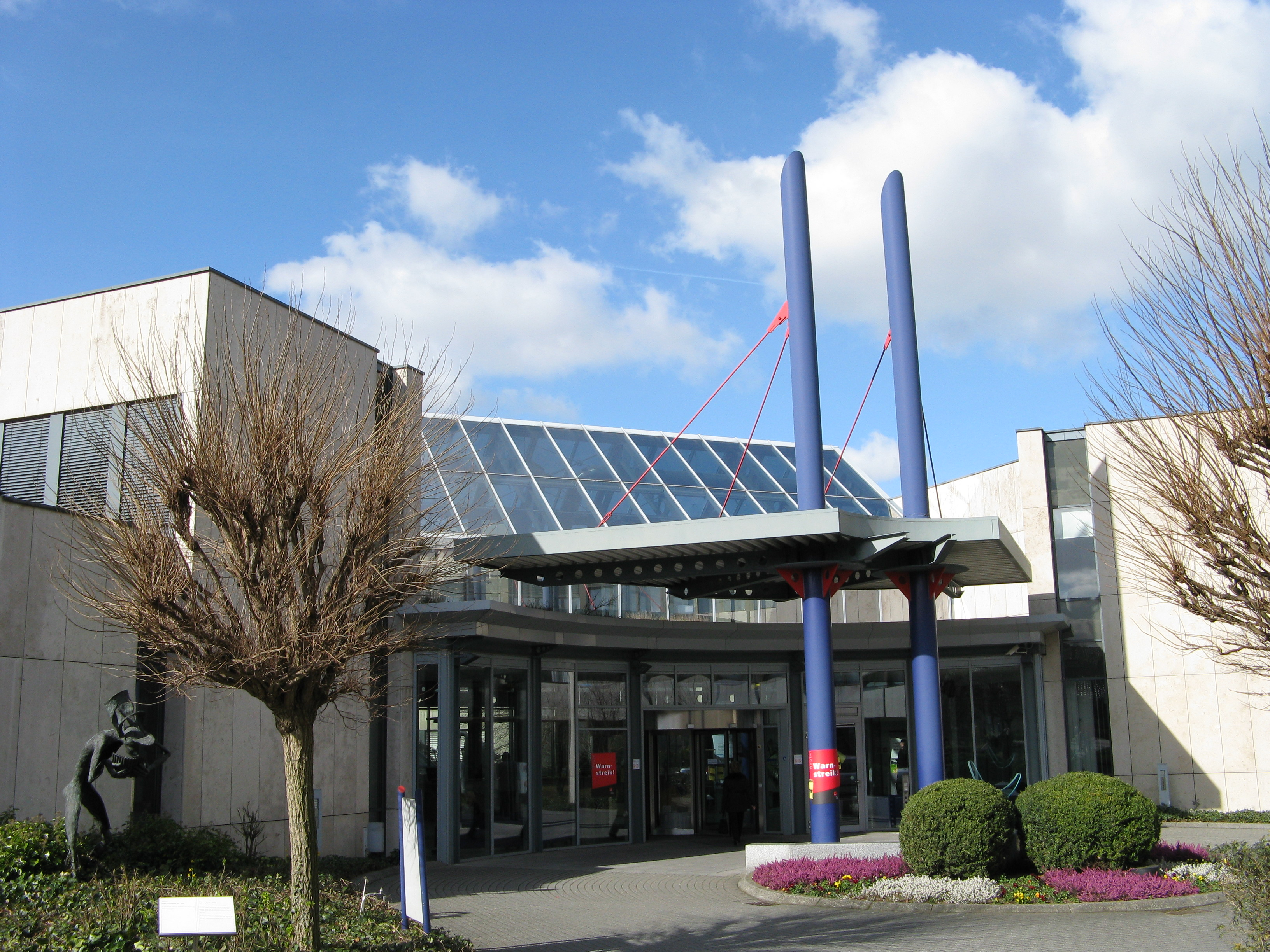
Eingang des Herz- und Diabeteszentrums Nordrhein-Westfalen
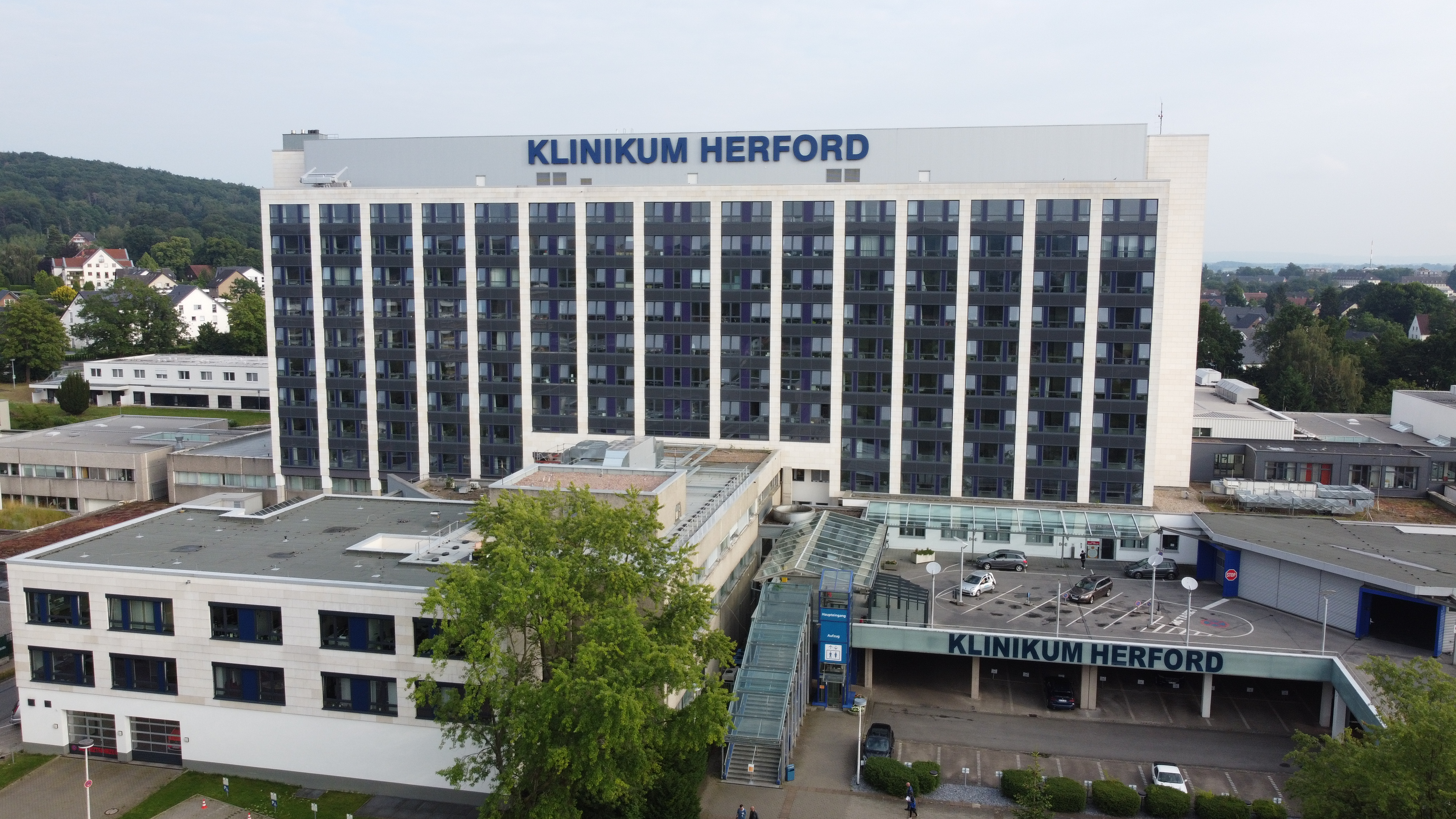
Klinikum Herford
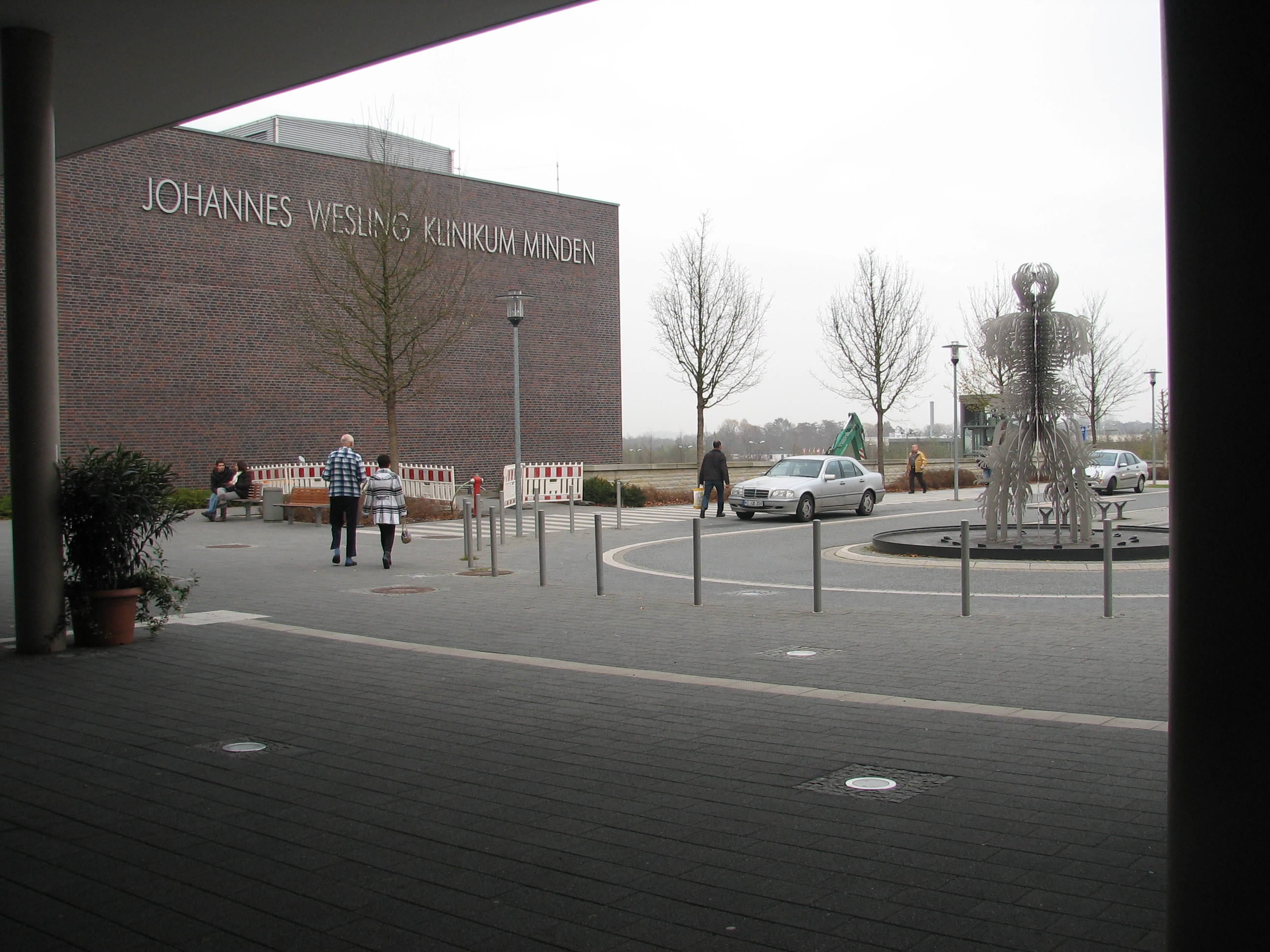
Johannes-Wesling-Klinikum Minden

## Kritik des Wissenschaftsrats
In seinem Gutachten über die Hochschulmedizin Nordrhein-Westfalens hat der Wissenschaftsrat im Jahre 2019 umfassende Kritik am Bochumer Modell als Grundlage der Struktur des UK RUB geübt. Durch die Verträge mit fast ausschließlich nicht landeseigenen Kliniken sei die notwendige Beteiligung der Medizinischen Fakultät, der Universität und des Landes an den Vorständen oder Aufsichtsräten der Kliniken nicht vorgesehen. Synergieeffekte zwischen den verschiedenen Standorten erschlössen sich nicht hinreichend. Außerdem würden Forschung und Lehre sowie Innovationen und Qualitätssicherung behindert.